# ضريبة الثروة التركية

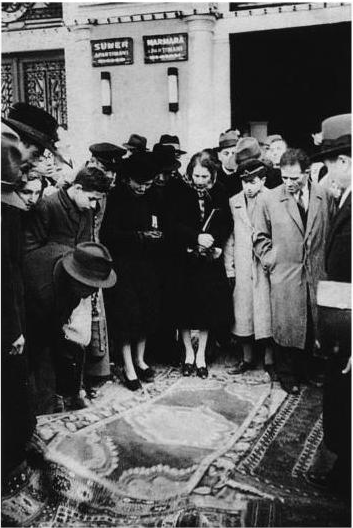

كانت Varlık Vergisi ("ضريبة الثروة أو "ضريبة رأس المال") ضريبة تركية مفروضة على المواطنين الأثرياء في تركيا عام 1942، وكان هدفها المعلن هو زيادة الأموال من أجل الدفاع عن البلاد في حالة الدخول في النهاية في الحرب العالمية الثانية. تم فرض ضرائب باهظة على المواطنين الأثرياء والتي استهدفت بشكل خاص المسيحيين واليهود الذين كانوا يسيطرون على جزء كبير من الاقتصاد التركي، وتم مصادرة عدد من مؤسساتهم واقفال مدارسهم مما أدى لهجرة عدد كبير من المسيحيين واليهود. ومن الشائع أنّ السبب الكامن وراء الضرائب تكبد الخسائر المالية على الأقليات الدينيّة من المسيحيين واليهود في تركيا، وإنهاء سيطرتهم على اقتصاد البلاد. ونقل الأصول الماليّة لغير المسلمين إلى أيدي البرجوازية المسلمة.

## الخلفية
حكومة سكرو ساراكوجلو مشروع قانون الضريبة التي تُفرض لمرة واحدة وتم اعتماد القانون من قبل البرلمان التركي في 11 نوفمبر 1942. وكانت الضريبة مفروضة على الأصول الثابتة، مثل العقارات، وعلى ملاك المباني وسماسرة العقارات والشركات والمؤسسات الصناعية لجميع المواطنين، بما في ذلك الأقليات. ومع ذلك، لم يكن الذين عانوا أشد المعاناة من المسلمين بل من اليهود واليونانيين والأرمن والشوام، الذين كانوا مسيطرين على جزء كبير من الاقتصاد، بالرغم من أن الأرمن كانوا هم الأكثر دفعًا للضريبة.
خلال الحرب العالمية الثانية، ظلت تركيا دولة محايدة حتى فبراير 1945. ورسميًا، تم فرض هذه الضريبة لملء خزينة الدولة التي كانت هناك حاجة لملئها إذا قامت ألمانيا النازية أو الاتحاد السوفيتي بغزو البلاد. ومع ذلك، هناك من يقول أن السبب الرئيسي لهذه الضريبة كان لتأميم الاقتصاد التركي من خلال الحد من تأثير الأقليات السكانية والسيطرة على التجارة والموارد المالية والصناعات في البلاد.
دفع جميع المواطنين في تركيا هذه الضريبة، ولكن تم فرض تعريفات أعلى عمومًا على السكان غير المسلمين في البلاد، وغالبًا بطريقة تعسفية وغير واقعية.
تم اعتقال حوالي ألفين من غير المسلمين، الذين لم يتمكنوا من دفع الكمية الهائلة التي طلبتها هذه الضريبة خلال مهلة قدرها ثلاثون يومًا، وتم إرسالهم إلى معكسر العمل بالسخرة في مدينة أش قلعة في محافظة أرضروم شرق تركيا. ومات واحد وعشرون من هؤلاء التعساء هناك.
لم يُسفر القانون القسري التمييزي عن النتائج التي كانت تأملها الحكومة. فقد قامت الشركات بزيادة أسعار منتجاتها بشكل حاد لتعويض خسائرها، مما خلق دوامة من التضخم أضرت بالمستهلكين ذوي الدخل المنخفض.
ومع ذلك، وفقًا لمعلومات رسمية، جمعت الحكومة التركية 324 مليون ليرة (في الوقت الذي كان فيه الدولار الأمريكي الواحد يعادل 1.20 ليرة تركية) من خلال مصادرة أصول غير المسلمين.

## إلغاء الضريبة وآثارها
لم يتحمل هذا القانون الصارم الانتقادات القاسية، وتم إلغاؤه تحت ضغوط من بريطانيا والولايات المتحدة في 15 مارس 1944. واستفاد الحزب الديمقراطي (DP) المعارض من شعبيته في الانتخابات العامة لعام 1950, وبالتالي حقق فوزًا ساحقًا على حزب الشعب الجمهوري (CHP) الذي كان موجودًا في الحكم.
وبعد سنوات من فرض ضريبة الثروة، واجهت النخبة السياسية في تركيا صعوبات في التوصل إلى اتفاق مع الرعية. وتروي رواية«لآلئ السيدة سالكيم» (Salkım Hanımın Taneleri)، التي كتبها الكاتب التركي يلماظ كاراكوينلو، قصصًا وشهادات لغير المسلمين خلال فترة فرض ضريبة الثروة (Varlik Vergisi). وتحولت الرواية سريعًا إلى فيلم سينمائي. وغضب أعضاء البرلمان، مثل أحمد كاكار (حزب الحركة القومية)، عند عرض الفيلم واعتقدوا أنه غير لائق وغير مقبول بموجب التوجيهات القومية.

## كتابات أخرى
- Levi, Avner (1996). Türkiye Cumhuriyeti'nde Yahudiler (بالتركية) (1st ed. ed.). İstanbul, Turkey: İletişim Yayınları. ISBN:975-470-583-6. {{استشهاد بكتاب}}: |طبعة= يحتوي على نص زائد (help)
- Aktar, Ayhan (2002). Varlık Vergisi ve “Türkleştirme” Politikaları (بالتركية) (6th ed. ed.). İstanbul, Turkey: İletişim Yayınları. ISBN:975-470-779-0. {{استشهاد بكتاب}}: |طبعة= يحتوي على نص زائد (help)
- Özcan, Yeldağ (2000). İstanbul'da Diyarbakır'da Azalırken (بالتركية) (3rd ed. ed.). İstanbul, Turkey: Belge Uluslararası Yayıncılık. ISBN:975-344-110-X. {{استشهاد بكتاب}}: |طبعة= يحتوي على نص زائد (help)